# Larry Gray
Larry Gray (* 26. Juni 1954 in Blue Island, Illinois) ist ein US-amerikanischer Jazzmusiker (Kontrabass, Cello, Komposition), der als Hochschullehrer tätig ist.

## Leben und Wirken
Gray lernte zunächst als Fünfjähriger Akkordeon, dann Gitarre; er hatte viele Jahre Klavierunterricht, bevor er als Zwanzigjähriger zum Bass wechselte (den er später mit dem Cello doppelte). Er hatte auf diesem Instrument Unterricht bei Joseph Guastafeste, dem Ersten Bassist des Chicago Symphony Orchestra; Cello lernte er bei Karl Fruh. Er absolvierte sowohl den Bachelor- als auch den Masterabschluss. Als Solist trat er an verschiedenen Universitäten wie der Northern Illinois University, Roosevelt University und an der DePaul University auf; an letzterer war er Mitglied der Jazz-Fakultät. Zu seinen Schülern gehörten u. a. Brad Goode und Joe Martin. Gray spielte u. a. mit Clark Terry, Joe Henderson und Bobby Hutcherson als Hausbassist des Clubs The Jazz Showcase; ferner wirkte er bei Aufnahmen von Chet Baker (Chet in Chicago: The Legacy Vol. 5), Randy Brecker, Frank Catalano, Jodie Christian, Larry Coryell, Ramsey Lewis (Appassionata, 1999), Bob Moses, Nicholas Payton, Willie Pickens, Buddy Childers und Ira Sullivan mit. 2013 trat er in einer All-Star-Besetzung mit Jack DeJohnette, Henry Threadgill, Roscoe Mitchell und Muhal Richard Abrams auf dem Chicago Jazz Festival auf (Made in Chicago, ECM). Im Bereich des Jazz war er zwischen 1980 und 2014 an 77 Aufnahmesessions beteiligt.
Grays Komposition für Kontrabass und Gitarre, Five Movements, wurde als Auftragswerk vom Kammerensemble des Chicago Symphony Orchestra aufgeführt. Weitere Auftragswerke schrieb er für das Jazz Institute of Chicago. Am Kontrabass wirkte er bei der Premiere von Anthony Davis’ Oper Amistad an der Lyric Opera of Chicago mit. Außerdem war er als Erster Bassist des Civic Orchestra of Chicago tätig und arbeitete mit dem Chicago Symphony Orchestra, der Choreographin Lauri Stallings und den Tanzkompagnien Hubbard Street Chicago und Joffrey Ballet. Gray unterrichtet gegenwärtig (2015) als Associate Professor Jazzbass und Cellospiel an der University of Illinois.

## Diskographische Hinweise
- Solo + Quartet (Premonition, 1993), mit Edward Petersen, Michael Kocour, Joel Spencer
- Three Equals One (Chicago Sessions, 2003), mit John Moulder, Charles Heath